# George Jerrard
George Birch Jerrard (1804 – Long Stratton, 23 november 1863), was een Brits wiskundige, die vooral bekend is vanwege de naar hem genoemde Bring-Jerrard vorm.

## Levensloop
George Jerrard was de zoon van Joseph Jerrard. Zijn vader zou het later tot majoor-generaal in het Britse leger schoppen. Hij studeerde van 1821 tot 1827 aan Trinity College in Dublin. Zijn jongere broer studeerde eveneens wiskunde, maar werd later dominee in de Anglicaanse Kerk. Jerrard stierf op 59-jarige leeftijd in Long Stratton, Norfolk in het huis van zijn broer.

## Wiskundig werk
Zijn belangrijkste werk was op het gebied van de theorie van de wiskundige vergelijkingen. Honderden jaren eerder hadden Viète en Cardano laten zien hoe een vergelijking van graad n getransformeerd kan worden naar een vergelijking van graad n-1. De volgende stap werd gezet door Tschirnhaus. Deze Duitse wiskundige was er aan het eind van 17e eeuw in geslaagd de termen 
{\displaystyle \displaystyle x^{n-1}} en {\displaystyle \displaystyle x^{n-2}}
weg te werken, zie de Methode van Tschirnhaus. In 1786 zette Erland Bring de volgende stap. Hij slaagde erin elke vijfdegraadsvergelijking terug te brengen tot de vorm 
{\displaystyle \displaystyle x^{5}+px+q=0},
waarbij hij voor een vijfdegraadsvergelijking dus de termen 
{\displaystyle \displaystyle x^{n-1}}, {\displaystyle \displaystyle x^{n-2}} en {\displaystyle \displaystyle x^{n-3}}
wist te elimineren. In 1832 generaliseerde Jerrard op zijn beurt dit resultaat van Bring. Hij vond een manier om, startend met de Methode van Tschirnhaus, drie van de vijf termen uit een n-de graadsvergelijking te elimineren. Hij bewees dat er altijd een transformatie op een vergelijking van graad n kan worden toegepast, waardoor de termen in 
{\displaystyle \displaystyle x^{n-1}}, {\displaystyle \displaystyle x^{n-2}} en {\displaystyle \displaystyle x^{n-3}}
worden geëlimineerd. Dit resultaat wordt tegenwoordig de Bring-Jerrard vorm genoemd.
Hermite gebruikte Jerrards resultaat in zijn werk en beschouwde het werk van Jerrard als het belangrijkste resultaat in de studie van vijfdegraadsvergelijkingen sinds het bewijs van Abel. Noch Hermite noch Jerrard was overigens op de hoogte met het werk van Bring. In 1858 publiceerde Jerrard een werk over de algebraïsche oplossingen van vergelijkingen, "An essay on the resolution of equations". Ook schreef hij vele artikelen voor 'Philosophical Magazine' en voor de Royal Society.
Jerrard hield zijn hele leven bedenkingen bij het bewijs van Abel. Hij was niet bereid te accepteren dat er geen algemene oplossing zou bestaan om vijfdegraadsvergelijkingen op te lossen in radicalen. Hierin stond hij aanvankelijk niet alleen, maar tegen het eind van zijn leven kwam hij onder vuur te liggen van andere wiskundigen. Zijn eerdere medestander James Cockle keerde zich in 1862 als laatste tegen hem. Al eerder had Hamilton in 1835 laten zien dat er fouten zaten in het werk van Jerrard. Jerrard had vanuit zijn perspectief weliswaar laten zien dat vijfdegraadsvergelijkingen opgelost konden worden, maar zijn fout bestond eruit dat hij methodes gebruikte die niet onder de exact vereiste definitie van 'radicalen' vielen. Ook Cayley wees in 1860 op deze fout in de redeneringen van Jerrard.